# راهنمای کاربر
راهنمای کاربر، که از آن با عنوان سند ارتباطی فنی یا دفترچهٔ راهنمای کاربر نیز یاد می‌شود، به افراد در استفاده از یک سیستم خاص کمک می‌کند. هرچند این محتوا معمولاً توسط یک نویسنده فنی تهیه می‌شود، نوشتن آن توسط برنامه نویسان، مدیران محصولات و پروژه‌ها یا سایر کارمندان فنی، مخصوصاً در شرکت‌های کوچکتر نیز دور از انتظار نیست.
راهنماهای کاربر معمولاً برای کالاهای الکترونیکی، سخت‌افزار و نرم‌افزار ارائه می‌شوند، لیکن هر محصول دیگری نیز ممکن است از آن بهره ببرد.
بیشتر راهنماهای کاربر از مطالب متنی به همراه تصاویر استفاده می‌کنند. در مورد برنامه‌های رایانه‌ای، استفاده از تصاویر صفحه رابط کاربری و در مورد سخت‌افزار، استفاده از نمودارهای ساده‌شده متداول است. زبان مورد استفاده مطابق با مخاطب مورد نظر انتخاب می‌شود، و استفاده از واژگان تخصصی به حداقل رسانده می‌شود یا اینکه به شکلی مبسوط شرح داده می‌شوند.

## محتوای دفترچه راهنمای کاربر
یک کتابچه راهنمای کاربر اغلب شامل بخش‌های زیر است:
- صفحهٔ جلد
- صفحهٔ عنوان و صفحه حق تکثیر
- پیشگفتاری شامل اطلاعاتی در مورد اسناد و مدارک مرتبط و شیوه سیر میان راهنمای کاربر
- فهرست محتوا
- یک بخش هدف. این بخش باید بیشتر به ارائهٔ تصویری کلی بپردازد تا جزئیات
- یک بخش مخاطبان، که به صراحت بیان می‌کند که چه کسانی نیاز نیست و چه کسانی لازم است که حتماً آن را مطالعه کنند و اینکه قسمت‌های اختیاری کدامند
- بخش دامنه یا گستره که بسیار مهم است و به عنوان سلب مسئولیت نیز کاربرد دارد و بیان می‌کند چه‌چیزی خارج از مرزهای این مستند است و همچنین چه چیزی پوشش داده می‌شود.
- راهنمایی در مورد اینکه حداقل چگونه از عملکرد اصلی سیستم استفاده می‌شود
- بخش عیب‌یابی که خطاهای احتمالی یا مشکلاتی که ممکن است رخ دهد را شرح می‌دهد و نحوه رفع آنها بیان می‌کند
- پرسش و پاسخ (سؤالات متداول)
- از کجا می‌توان کمک‌های بیشتر به‌دست‌آورد یا تماس برقرار کرد
- یک فهرست واژه‌نامه و برای اسناد بزرگتر یک فهرست نمایه

## تاریخچه

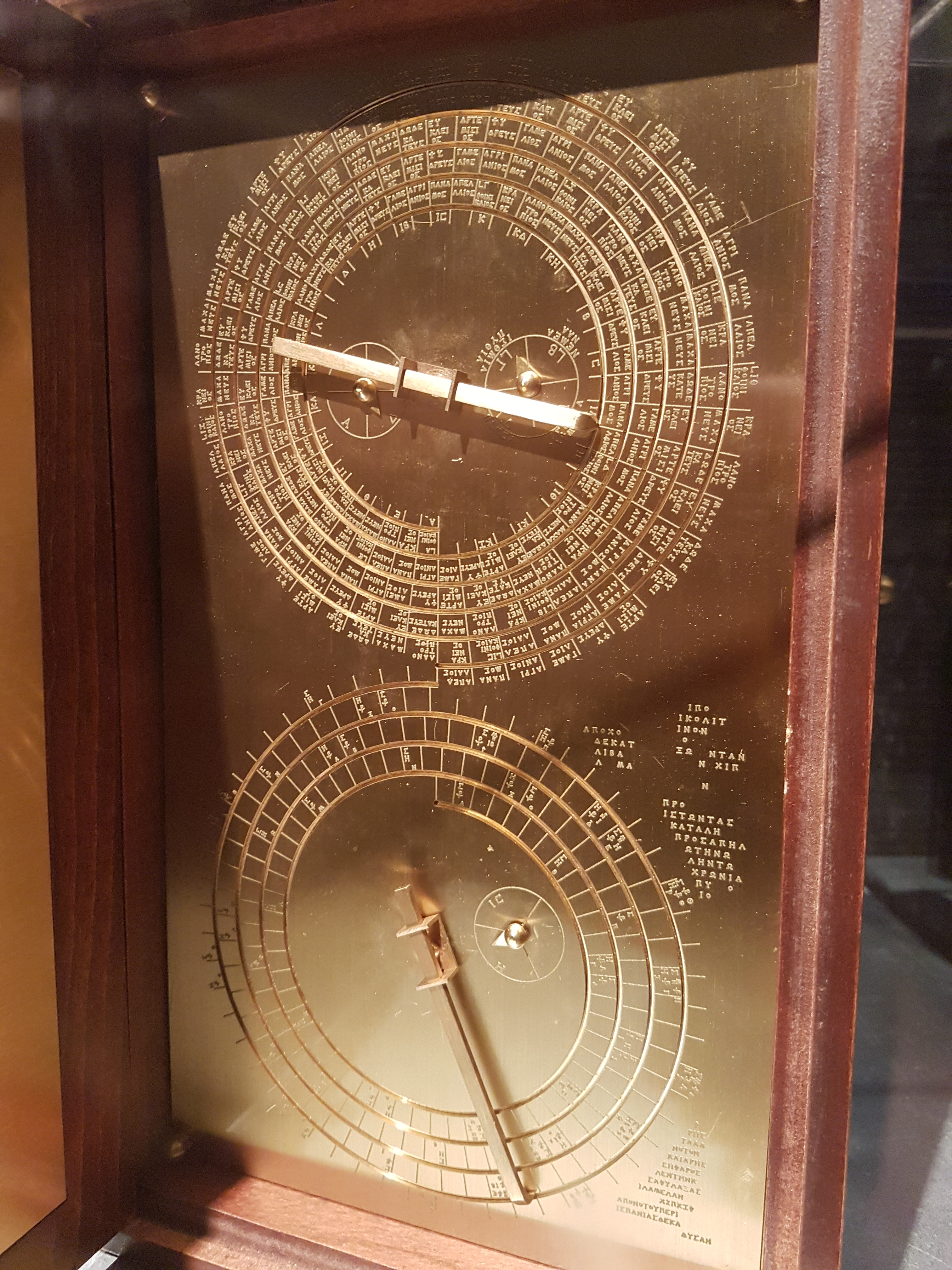
راهنمای کاربر حکاکی شده در الگویی از سازوکار آنتیکیترا.

راهنماهای کاربر در کنار دستگاه‌های باستانی نیز یافت شده‌اند. یک نمونه در مورد سازوکار آنتیکیترا، یک کامپیوتر آنالوگ یونانی با قدمت ۲۰۰۰ ساله است که در سال ۱۹۰۰ میلادی در ساحل جزیره یونانی آنتیکیترا پیدا شد. روی جلد این دستگاه متن‌هایی وجود دارد که ویژگی‌ها و عملکرد آن را توصیف می‌کند.
با توسعه صنعت نرم‌افزار، قضاوت نهایی در مورد اینکه چگونه برنامه‌های نرم‌افزاری را به بهترین شکل مستندسازی کنیم وجود نداشت. این مشکل دامنگیر توسعه‌دهندگان نرم‌افزار شده‌بود، چراکه کاربران غالباً از مستندات ارائه‌شده به ستوه می‌آمدند. موارد زیر شامل برخی از ملاحظاتی هستند که برای نوشتن یک راهنمای کاربر در آن دوره به‌کار بسته می‌شد:
- استفاده از زبان ساده[۴]
- حجم و مشکلات مطالعه[۴]
- جایگاه راهنماهای کاربر چاپی برای برنامه‌های دیجیتال[۵]
- طراحی کاربر-محور[۵]

## دفترچه راهنما و راهنماهای نرم‌افزار رایانه ای
دفترچه راهنمای کاربر برای بیشتر برنامه‌های نرم‌افزاری با کاربرد پیچیده، مستنداتی کتاب‌مانند است با مطالبی مشابه فهرست فوق که ممکن است به صورت چاپی یا الکترونیکی توزیع شوند. برخی از اسناد از پیوندهای داخلی استفاده می‌کنند و ساختاری روانتر دارند. راهنمای کاربر گوگل‌ارث نمونه ای از این قالب است. اصطلاح راهنما غالباً برای سندی کاربرد دارد که جنبه خاصی از یک محصول نرم‌افزاری را نشان می‌دهد. برخی از کاربردهای آن شامل راهنمای نصب و راه اندازی ، راهنمای شروع، و انواع راهنماهای چگونه‌می‌توان است. یک مثال راهنمای شروع پیکاسا است.
در برخی از نرم‌افزاری تجاری، که در آن هر یک از گروه‌های کاربران تنها به زیر مجموعه‌ای از عملکردهای یک برنامهٔ کامل دسترسی دارند، ممکن است برای هر گروه یک راهنمای کاربر تهیه شود. یک مثال از اجرای این روش در راهنمای نرم‌افزار تاپ‌بیس ۲۰۱۰ اتودسک به‌چشم می‌خورد، که شامل یک راهنمای مدیر، یک راهنمای کاربر ، و یک راهنمای توسعه دهنده جداگانه است.